# Arnold Drake
Arnold Drake   (Nova York, 1 de març de 1924 - Nova York, 12 de març de 2007)  va ser un escriptor i guionista de còmics nord-americà més conegut per haver cocreat els personatges de DC Comics; Deadman, Doom Patrol i els personatges de Marvel Comics;  Guardians of the Galaxy, entre d'altres. Drake va ser inclòs pòstumament al Saló de la fama del còmic Will Eisner el 2008.

## Biografia
Arnold Drake va ser el tercer fill de Max Druckman, un comerciant de mobles de Manhattan que va morir el juny de 1966 a la seva casa de Forest Hills, Queens, Nova York i Pearl Cohen. El seu germà gran, Ervin Drake, nascut Ervin Maurice Druckman, i el germà mitjà, Milton, es van convertir tots dos en notables compositors. La seva família era jueva. Als 12 anys, va contreure l'escarlatina i el va limitar al llit durant un any, un temps que va passar dibuixant les seves pròpies creacions de còmics. Anys més tard, dedicant-se a l'escriptura, va estudiar periodisme a la Universitat de Missouri i més tard a l'Universitat de Nova York.
Col·laborant amb la coescriptora Leslie Waller (emprant junts el pseudònim de Drake Waller ) i l'artista Matt Baker, Drake va escriure It Rhymes with Lust, una revista pionera de St. John Publications, una revista de còmics de novel·les protogràfiques venuda als quioscos el 1950. En algun moment no especificat abans o després d'això, va conèixer un veí d'un dels seus germans: Bob Kane, el creador de Batman per a una de les companyies precursores de DC Comics . Després de col·laborar amb Drake en alguns projectes, Kane va presentar Drake als editors de DC.
Els còmics en aquells temps no s'anomenava habitualment els crèdits dels creadors; els historiadors, però, han assenyalat el primer treball de DC de Drake com les set primeres pàgines de la història de Batman de vuit pàgines "The Return of Mister Future" a Batman núm. 98 (març de 1956). Aviat, Drake va escriure històries de diversos gèneres per a DC, des del drama d'aventures (" Bomer Farrell " a Showcase núm.1, abril de 1956, dibuixat per John Prentice ) fins a l'humor (històries dels anys 60 per als còmics de Bob Hope i Jerry Lewis de la companyia) a la ficció de misteri i sobrenatural (la sèrie d'antologia House of Mystery) a la ciència-ficció (el llargmetratge " Tommy Tomorrow " a World's Finest Comics núm.102, juny de 1959, i en altres llocs, i el llargmetratge " Space Ranger " en diversos números de Tales of the Unexpected, com a mostra).

### Creacions de DC Comics
El 1962, Drake i el seu amic, Bob Haney, van descobrir el producte d'una petita empresa distribuïda per National Periodical Publications ' Independent News, Marvel Comics, i es van impressionar per la seva nova qualitat atrevida. Tanmateix, quan la parella es va enfrontar a l'editor de National, Irwin Donenfeld, sobre la nova competència, es van veure frustrats pel seu acomiadament brusc del rival, citant els seus grans ingressos actuals.
L'any 1963, tal com havia advertit Drake, la circulació cada cop més rendible de Marvel va augmentar prou com per obligar Independent News a permetre-li publicar més títols. Mentrestant, l'editor Murray Boltinoff va demanar a Drake que desenvolupés un argument característic per a la sèrie d'antologia My Greatest Adventure. Tenint en compte l'encàrrec d'un divendres amb un guió per aquest dimarts, i inspirat per emular la idea de Marvel per als superherois amb més profunditat de personatge, Drake va concebre el que es convertiria en l'equip de superherois Doom Patrol, i va recórrer a un altre escriptor de DC, Bob Haney, per la co-trama i el co-guió de la primera aventura. L'artista Bruno Premiani va dissenyar els personatges. Posteriorment, Drake va fer el guio de totes les històries de Doom Patrol, amb Premiani dibuixant-les pràcticament totes, des del debut de l'equip a My Greatest Adventure núm.80 (juny de 1963) fins a la sèrie que retitulava The Doom Patrol amb el número 86 (març de 1964), fins el número final de la seva tirada inicial, núm.121 (octubre de 1968). Drake i Bob Brown van presentar Beast Boy a Doom Patrol núm.99 (novembre de 1965).
Mentrestant, Drake es va adonar que Marvel Comics havia publicat una sèrie pròpia, The Uncanny X-Men, pocs mesos després que semblava reflectir els conceptes de la seva pròpia sèrie en molts aspectes. Aquests inclouen el concepte d'un mentor amb cadira de rodes dirigint un equip de superherois marginats que sovint s'enfrontaven amb un equip de vilans anomenat Brotherhood of Evil Mutants que semblava massa proper als propis enemics de la Doom Patrol, la Brotherhood of Evil. Tanmateix, no va trobar cap suport per a les seves queixes per part del personal editorial de National fins que Drake es va veure obligat a reconèixer en aquell moment que podria haver estat una coincidència. The Doom Patrol té una gran semblança amb la sèrie més antiga de Marvel sobre un altre quartet de superpoders, els Fantastic Four: Elasti-Girl of the Doom Patrol té habilitats similars a Mr Fantastic, els poders de Negative Man són similars als de la Torxa humana, Robot- L'home és com la cosa (un home extraordinàriament fort amargat per quedar atrapat en un cos estrany), i el cap està entre bastidors com el La noia invisible és invisible.
Premiani i Boltinoff van aparèixer com ells mateixos a la història final, parlant de la imminent desaparició de l'equip, però Drake, que també s'havia inclòs al guió, no ho va fer. El 1981, Drake va dir que l'editor de DC Irwin Donenfeld havia ordenat que l'eliminessin de la història perquè Drake llavors havia marxat per treballar a la seva rival Marvel Comics, després d'una disputa amb Donenfeld sobre la tarifa de pàgines de DC de Drake. Drake va dir que va consentir completar el guió per la seva amistat amb Boltinoff. L'historiador de còmics Mark Evanier creu que, a més, Drake, entre d'altres, va ser "destituït" per ser "una veu forta en una revolta dels escriptors durant la qual diversos dels autònoms de la firma de molt temps reclamaven una assegurança mèdica, tarifes de reimpressió i un millor sou".
En aquest moment, Drake i l'artista Win Mortimer havien co-creat " Stanley and His Monster " de DC, una funció capriciosa sobre un nen de 6 anys i la seva "mascota" gran, amb ullals, de pell rosa i gairebé ferotge, que va debutar. al còmic d'animals parlants The Fox and the Crow núm.95 (gener de 1966). Un historiador del còmic va elogiar la funció com un precursor de la tira còmica de Bill Watterson, Calvin & Hobbes, "on un nen fa companyia a un ésser meravellós, la mateixa existència del qual és desconeguda per cap dels seus socis més mundans. El seu antecedent més directe. als còmics és probablement el Barnaby de Crockett Johnson, on els pares interactuen repetidament amb l'amic sobrenatural del seu fill fins i tot mentre neguen la possibilitat que aquest ésser existència". Drake va escriure el renaixement del personatge de Quality Comics Plastic Man el 1966. Va escriure diverses històries per a The Adventures of Jerry Lewis, inclòs el número 101 (juliol-agost de 1967) que presentava la primera història de l'artista Neal Adams per a DC.
Amb l'artista Carmine Infantino, Drake havia co-creat Deadman, un trapezista de circ assassinat el fantasma del qual travessa el país buscant l'home desconegut que el va matar. La primera aparició de Deadman a Strange Adventures núm.205 va incloure la primera representació coneguda de narcòtics en una història aprovada per la Comics Code Authority. Drake també va escriure la història del número següent, mal acreditada en diverses reimpressions tal com va escriure Jack Miller. El personatge es convertiria en un pilar de l'Univers DC fins als anys 2000.
Altres treballs per a DC durant aquest temps incloïen històries del quartet d'aventures, els Challengers of the Unknown.
L'escriptor Clem Robins, que va treballar amb ell, va escriure d'ell:
| «              | ... ho tenia tot: Economia, ritme, una oïda segura per al diàleg, l’humor i la capacitat d’inventar els personatges en els quals creies i tenies cura. ... [En el seu] llarg recorregut al llibre Jerry Lewis 'de DC, ... Va demostrar el seu macabre sentit de l'humor. Hi va haver un número (núm.95) que va parodiar el [P.O.W. Pel·lícula de pausa de presons] The Great Escape , en la qual els interns d'un campament d'estiu intenten sortir de sota de l'atenta mirada del conseller, oncle Hal, que es va vestir Un uniforme gestapo i la sexualitat del qual era extremadament qüestionable. Va ser tot força pujat de to per al 1966, però va ser gairebé increïblement divertit. | » |
| — Jack Miller, | |   |

### Treballs posteriors de còmic
A finals de la dècada de 1960, Drake va treballar com a autònom per a Marvel Comics, començant per Captain Savage núm.5 (agost de 1968), protagonitzat per un esquadró de marines de la Segona Guerra Mundial a més, va escriure alguns números posteriors d'aquesta sèrie, a més d'un sol número de la sèrie de la Segona Guerra Mundial Sgt. Fury i els seus Comandos Howling. Drake va escriure la sèrie de X-Men núm.47–54 (agost de 1968 - març de 1969, coescrivint el seu número inicial amb Gary Friedrich), que incloïa dues rares circumstàncies d'històries dibuixades però no escrites pel conegut escriptor i artista de còmics Jim. Esteranko. Drake va introduir diversos personatges nous a la sèrie, com Mesmero, Lorna Dane, i Havok. Drake també va escriure números del superheroi alienígena Captain Marvel, històries per al còmic de sàtira de superherois Not Brand Echh i una història del senyor de la selva Ka-Zar. A Marvel Super-Heroes núm.18 (gener de 1969), Drake i l'editor Stan Lee van co-crear els Guardians of the Galaxy, un equip de lluitadors per la llibertat del futur llunyà reunits de diferents planetes del Sistema Solar. Els personatges protagonitzarien una sèrie de 62 números a la dècada de 1990 i inspirarien un nou equip amb aquest nom als anys 2000.
A mitjans de 1969, però, Drake havia abandonat Marvel. El seu següent nou treball de còmics que es va publicar va ser una història d'antologia sobrenatural a Gold Key Comics 'Grimm's Ghost Stories núm. 1 (gener de 1972), la primera de moltes històries per a aquesta companyia, inclosa la sèrie Boris Karloff Tales of Mystery i la títols de sèries de televisió amb llicència Dark Shadows, Star Trek i Twilight Zone, entre d'altres. El seu treball Gold Key va incloure el que l'historiador de còmics Mark Evanier va anomenar "una etapa especialment llarga i deliciosa a Little Lulu", començant amb el número 232 (maig de 1976). El 1973, Drake va començar a treballar de nou per a DC ocasionalment, escrivint històries per a sèries tan variades com Weird War Tales i Supergirl. A partir de 1977, Drake va contribuir amb històries a diversos números de la revista d'humor satíric en blanc i negre de Charlton Comics, Sick.
Drake va contribuir als quatre números de Starstream, una sèrie d'antologia de 68 pàgines amb cobertes de cartró que adaptava històries clàssiques de ciència-ficció. Allà també utilitzaria els pseudònims HE Arloff, Pamela Eckard i H. Dawes. Aquesta sèrie va ser publicada per Whitman Comics, el titular dels drets de diverses propietats que va llicenciar a Gold Key, i Drake continuaria amb Whitman quan va començar a distribuir Little Lulu i les seves altres propietats el 1980. El 1981, Drake era director executiu de la Veteran's Bedside Network, una organització a través de la qual actors, actrius i enginyers de so interpretaven material de guió per entretenir pacients als hospitals de l'Administració de Veterans a la zona de la ciutat de Nova York.
L'última història de còmics originals coneguda de Drake durant gairebé 20 anys va ser el "GI Samurai" de sis pàgines al GI Combat núm.276 de DC (abril de 1985). Va ressorgir dues dècades més tard amb el "Tripping Out!" de 12 pàgines, il·lustrat per Luis Domínguez, a la revista de còmics per a públic adult Heavy Metal vol. 26, núm.6 (gener de 2003). Aquesta història anava acompanyada d'una biografia d'una pàgina dels dos creadors.
Drake va escriure el pròleg, la introducció, el prefaci i el postfau de la col·lecció de reimpressió de tapa dura de DC de 2002 The Doom Patrol Archives #1. També estava treballant en una nova novel·la gràfica de Doom Patrol, una història preqüela, en el moment de la seva mort. També va escriure un epíleg de cinc pàgines, "The Graphic Novel - And How It Grow", a la reedició de març de 2007 de Dark Horse Books de la novel·la protogràfica pionera de 1950 It Rhymes with Lust i dels seus col·laboradors Leslie Waller i Matt Baker.

### Mort
Drake es va emmalaltir dies després d'haver assistit a la New York Coic Con del 23 al 25 de febrer de 2007, on havia tingut, segons els organitzadors, "un toc de pneumònia". Ingressat al Cabrini Medical Center de Nova York, va morir de pneumònia i xoc sèptic.

## Premis
Drake va rebre diversos premis pel seu treball en còmics, inclòs el premi Alley de 1967 a la millor història completa ("Who's Been Lying in My Grave?" a Strange Adventures núm.205 amb Carmine Infantino), el premi Alley de 1967 a la millor tira nova ("Who's Been Lying in My Grave? "Deadman" amb Carmine Infantino a Strange Adventures), i un premi Inkpot el 1999.
El 2005, Drake va rebre el primer premi anual Bill Finger a l'excel·lència en guio de còmics. El 2008, va ser inclòs pòstumament al Saló de la fama del còmic Will Eisner.

## Altres treballs
Drake va escriure el guió de la pel·lícula de terror de 1964 The Flesh Eaters, que va produir. Va escriure el guió de Who Killed Teddy Bear, una estrena de 1965 protagonitzada per Sal Mineo i Juliet Prowse, així com la cançó del títol de la pel·lícula de 1970 Ils sont nus (traduïda a l'anglès amb els títols 'We Are All Naked' i 'Days of Desig').
Drake va escriure lletres per a musicals, coescrivint el llibre per a G&S: or, The Oils of Araby (1980), amb el seu germà, el compositor i compositor Ervin Drake.

### DC Comics
- Adventure Comics #430 (1973)
- The Adventures of Bob Hope #88, 90–103, 105–109 (1964–1968)
- The Adventures of Jerry Lewis #83–98, 100–105, 115 (1964–1969)
- Batman #103, 105, 117, 124, 132, 154 (1956–1963)
- Blackhawk #196–198, 213 (1964–1965)
- Challengers of the Unknown #27, 29, 32, 38, 40, 45, 48, 55–63 (1962–1968)
- DC Special Series #12 (Secrets of Haunted House Special); #22 (G.I. Combat Special) (1978–1980)
- Doom Patrol #86–121 (1964–1968)
- The Fox and the Crow #96–98, 100–102, 106–108 (Stanley and His Monster) (1966–1968)
- Ghosts #108 (1982)
- G.I. Combat #228, 232–233, 239, 248, 255, 257, 264, 271, 273, 276 (1981–1985)
- Hawkman #24 (1968)
- House of Mystery #51–52, 247, 252, 254, 257, 261, 281 (1956–1980)
- House of Secrets #107, 115, 154 (1973–1978)
- The Many Loves of Dobie Gillis #25–26 (1964)
- My Greatest Adventure #80–85 (Doom Patrol) (1963–1964)
- Mystery in Space #115–116 (1981)
- Phantom Stranger vol. 2 #27–34, 37 (1973–1975)
- Plastic Man #1–10 (1966–1968)
- Plop! #19 (1976)
- Sea Devils #17 (1964)
- Secrets of Haunted House #5, 9, 31, 35, 39 (1975–1981)
- Showcase #1 (Fireman Farrell); #41–42, 44, 46–47 (Tommy Tomorrow) (1956–1963)
- Stanley and His Monster #109–110, 112 (1968)
- Star Spangled War Stories #193, 198 (1975–1976)
- Strange Adventures #205–206 (Deadman) (1967)
- Superboy #168 (1970)
- Supergirl #5–6 (1973)
- Superman's Girl Friend, Lois Lane #133 (1973)
- Tales of the Unexpected #40–71, 73–77 (Space Ranger) (1959–1963)
- Time Warp #3–5 (1980)
- The Unexpected #206, 209, 211–212, 217, 220, 222 (1981–1982)
- Weird War Tales #12–13, 15–16, 18–20, 22, 31, 36–37, 55–57, 69 (1973–1978)
- Weird Western Tales #20 (Jonah Hex) (1973)
- World's Finest Comics #102 (Tommy Tomorrow) (1959)

### Marvel Comics
- Captain Savage and his Leatherneck Raiders #5, 13–16 (1968–1969)
- Captain Marvel #5–12 (1968–1969)
- Marvel Super-Heroes #18 (Guardians of the Galaxy), #19 (Ka-Zar) (1969)
- Not Brand Echh #11–13 (1968–1969)
- Sgt. Fury and his Howling Commandos #58 (1968)
- X-Men #47–54 (1968–1969)